# Tsjechisch curlingteam (gemengddubbel)
Het Tsjechische curlingteam vertegenwoordigt Tsjechië in internationale curlingwedstrijden.

## Geschiedenis
Tsjechië debuteerde op het wereldkampioenschap curling voor gemengddubbele landenteams van 2008 in het Finlandse Vierumäki. De Tsjechen plaatsten zich als tweede in de groep en mochten voor het voor een plek in de halve finale opnemen tegen Canada. Tsjechië verloor die wedstrijd met 11-3 en werd gedeeld vijfde. Het beste resultaat op wereldkampioenschappen bereikte het land in 2013, de derde plaats. De strijd om het brons won Tsjechië van Noorwegen met 8-1.
Tsjechië debuteerde in 2022 op de Olympische Winterspelen. Het Tsjechische team eindigde op de zesde plaats.

## Tsjechië op de Olympische Spelen
| Jaar | Plaats        | Team                        | WG            | W             | V             | PV            | PT            |
| ---- | ------------- | --------------------------- | ------------- | ------------- | ------------- | ------------- | ------------- |
| 2018 | Geen deelname | Geen deelname               | Geen deelname | Geen deelname | Geen deelname | Geen deelname | Geen deelname |
| 2022 | 6             | Tomáš Paul & Zuzana Paulová | 9             | 4             | 5             | 50            | 65            |

## Tsjechië op het wereldkampioenschap
| Jaar | Plaats | Team                               | WG | W | V | PV | PT |
| ---- | ------ | ---------------------------------- | -- | - | - | -- | -- |
| 2008 | 5      | Radek Ždárský & Hana Čechová       | 8  | 5 | 3 | 59 | 44 |
| 2009 | 5      | Karel Kubeška & Anna Kubešková     | 10 | 7 | 3 | 77 | 58 |
| 2010 | 12     | Karel Kubeška & Anna Kubešková     | 6  | 2 | 4 | 39 | 48 |
| 2011 | 10     | Radek Ždárský & Hana Čechová       | 7  | 4 | 3 | 51 | 42 |
| 2012 | 11     | Lukáš Klima & Petra Vinšová        | 8  | 4 | 4 | 51 | 56 |
| 2013 | 3      | Tomáš Paul & Zuzana Hájková        | 12 | 9 | 3 | 87 | 53 |
| 2014 | 5      | Tomáš Paul & Zuzana Hájková        | 9  | 7 | 2 | 66 | 47 |
| 2015 | 19     | Ondřej Mihola & Jana Jelínková     | 9  | 4 | 5 | 51 | 54 |
| 2016 | 19     | Jiří Candra & Anna Kubešková       | 7  | 4 | 3 | 60 | 38 |
| 2017 | 4      | Tomáš Paul & Zuzana Hájková        | 11 | 8 | 3 | 79 | 54 |
| 2018 | 10     | Tomáš Paul & Zuzana Hájková        | 11 | 7 | 4 | 84 | 54 |
| 2019 | 5      | Tomáš Paul & Zuzana Paulová        | 9  | 6 | 3 | 79 | 46 |
| 2021 | 7      | Tomáš Paul & Zuzana Paulová        | 10 | 6 | 4 | 62 | 49 |
| 2022 | 13     | Vít Chabičovský & Julie Zelingrová | 9  | 3 | 6 | 49 | 78 |
| 2023 | 15     | Vít Chabičovský & Julie Zelingrová | 10 | 4 | 6 | 57 | 67 |
| 2024 | 16     | Tomáš Paul & Zuzana Paulová        | 10 | 4 | 6 | 52 | 61 |
| 2025 | 16     | Vít Chabičovský & Julie Zelingrová | 10 | 4 | 6 | 57 | 58 |

Australië · België · Brazilië · Bulgarije · Canada · China · Chinees Taipei · Denemarken · Duitsland · Engeland · Estland · Filipijnen · Finland · Frankrijk · Griekenland · Groot-Brittannië · Guyana · Hongarije · Hongkong · Ierland · India · Israël · Italië · Jamaica · Japan · Kazachstan · Kirgizië · Koeweit · Kosovo · Kroatië · Letland · Litouwen · Luxemburg · Mexico · Mongolië · Nederland · Nieuw-Zeeland · Nigeria · Noorwegen · Oekraïne · Oostenrijk · Polen · Portugal · Puerto Rico · Qatar · Roemenië · Rusland · Saoedi-Arabië · Schotland · Servië · Slovenië · Slowakije · Spanje · Thailand · Tsjechië · Turkije · Verenigde Staten · Wales · Wit-Rusland · Zuid-Korea · Zweden · Zwitserland